# Антимонид индия
Антимони́д и́ндия — кристаллическое бинарное неорганическое химическое соединение индия и сурьмы. Химическая формула InSb.
Используется в полупроводниковых инфракрасных фоточувствительных датчиках, например, инфракрасных головках самонаведения (ИКГСН), для самонаведения ракет по ИК-излучению цели, в инфракрасной астрономии.
Детекторы на основе InSb чувствительны к ближнему ИК-диапазону электромагнитных волн с длиной волны 1—5 мкм.
InSb недавно широко использовался в «точечных» детекторах оптико-механических сканирующих систем тепловидения.

## История получения
Крупные монокристаллы антимонида индия впервые были выращены при медленном охлаждении из расплава не позднее 1954 года.

## Свойства
Является узкозонным прямозонным полупроводником группы AIIIBV с шириной запрещённой зоны 0,17 эВ при 300 K и 0,23 эВ при 80 K, также 0,2355 эВ (0 К), 0,180 эВ (298 К); эффективная масса электронов проводимости те = 0,013m0, дырок тр = 0,42m0 (m0 — масса свободного электрона); при 77 К подвижность электронов 1,1⋅106 см²/(В·с), дырок 9,1⋅103 см²/(В·с).

### Физические свойства и использование
Антимонид индия имеет вид темно-серого серебристого металла или порошка со стекловидным блеском. Плавится при температурах свыше 500 °C, при этом сурьма в виде пара и её оксиды (при разложении InSb на воздухе) улетучиваются.
Кристаллическая структура типа цинковой обманки, с постоянной кристаллической решётки 0,648 нм.
Нелегированный антимонид индия обладает самой высокой подвижностью электронов (около 78 000 см²/(В·с)), а также имеет самую большую длину свободного пробега электронов (до 0,7 мкм при 300 K) среди всех известных полупроводниковых материалов, за исключением, возможно, углеродных материалов (графен, углеродные нанотрубки).
Антимонид индия используется в инфракрасных фотодетекторах. Обладает высокой квантовой эффективностью (порядка 80-90 %). Недостатком является высокая нестабильность: характеристики детектора, как правило, дрейфуют во времени. Из-за этой неустойчивости, детекторы редко используются в метрологии. Из-за узости запрещенной зоны, детекторы, в которых, в качестве полупроводникового материала применяется антимонид индия, требуют глубокое охлаждение, так как они могут работать только при криогенных температурах (как правило, 77 K — температура кипения азота при атмосферном давлении). Созданы фотоприемные матрицы с достаточно высоким разрешением (до 2048x2048 пикселей). Вместо антимонида индия в фотоприемниках могут быть использованы HgCdTe и PtSi.
Тонкий слой InSb между двумя слоями антимонида алюминия-индия проявляет свойства квантовой ямы. Такие слоистые структуры используются для создания быстродействующих транзисторов, работающих в СВЧ-диапазоне волн вплоть до миллиметрового.
Биполярные транзисторы, работающие на частотах до 85 ГГц были созданы из антимонида индия в конце 1990-х. Полевые транзисторы, работающие на частотах более чем в 200 ГГц появились недавно (Intel/QinetiQ). Недостаток таких транзисторов — необходимость глубокого охлаждения, как и для всех приборов на основе InSb.
Полупроводниковые приборы из антимонида индия также способны работать при напряжении питания менее 0,5 В, это позволяет снизить энергопотребление электронных устройств.

## Получение

### Выращивание монокристаллов
Крупные совершенные кристаллы InSb могут быть выращены путём отверждения расплава по методу Чохральского в атмосфере инертного газа (Ar, He, N2) или водорода при пониженном давлении (примерно 50 кПа). Также, путём жидкофазной эпитаксии, эпитаксии по методу горячей стенки, молекулярно-пучковой эпитаксии. Они также может быть выращены при разложении металлоорганических соединений индия и сурьмы методом ОМСИГФ.

### Синтез
InSb получают сплавлением индия с сурьмой в кварцевом контейнере в вакууме (~0,1 Па) при 800—850 °C. Очищают зонной плавкой в атмосфере водорода.

## Использование
Антимонид индия применяется для изготовления туннельных диодов: по сравнению с германиевыми, диоды из антимонида индия обладают лучшими частотными свойствам при низких температурах. Антимонид индия используют для изготовления фотоэлементов высокой чувствительности, датчиков Холла, оптических фильтров и термоэлектрических генераторов и холодильников.
Используется для создания детекторов инфракрасного излучения (фотодиодов, фоторезисторов).
Также применяется в следующих устройствах:
- тепловизорные детекторы созданные на основе фотодиодов и фотомагнитных детекторов,
- датчики магнитного поля, использующие магнитосопротивление и эффект Холла,
- быстродействующие транзисторы (англ. fast transistors).